# Hypanartia daemonica
Hypanartia daemonica är en fjärilsart som beskrevs av Jacob Hübner 1816-1824. Hypanartia daemonica ingår i släktet Hypanartia och familjen praktfjärilar. Inga underarter finns listade i Catalogue of Life.